# Matti Järvinen
Matti Henrikki Järvinen (Tampere, 18 februari 1909 – Helsinki, 22 juli 1985) was een Finse speerwerper. Van 1930 tot 1934 behoorde hij tot de wereldtop op deze discipline. Hij werd olympisch kampioen, tweemaal Europees kampioen en had het wereldrecord in handen.
Op de Olympische Spelen van 1932 in Los Angeles won Järvinen een gouden medaille bij het speerwerpen. Met een olympisch record van 72,71 m versloeg hij zijn landgenoten Matti Sippala (zilver; 69,80) en Eino Penttilä (brons; 68,70). De uitkijktoren van het Olympiastadion van Helsinki heeft dezelfde hoogte als de prestatie van Matti Järvinen. Op het EK 1934 in Turijn en het EK 1938 in Parijs veroverde hij de Europese titel. Tijdens de Olympische Spelen van 1936 in Berlijn moest hij vanwege blessures genoegen nemen met een vijfde plaats.
Matti Järvinen komt uit een sportieve familie. Zijn vader Verner Järvinen was een discuswerper en won bij de Olympische Spelen van 1906 en 1908 een gouden medaille en twee bronzen medailles. Zijn broer Akilles Järvinen was tienkamper en won in 1928 en 1932 eveneens een olympisch zilveren medaille.

## Titels
- Olympisch kampioen speerwerpen - 1932
- Europees kampioen speerwerpen - 1934, 1938

## Wereldrecords
| Oude speer (voor 1986) |            |          |
| 71,57                  | 08.08.1930 | Vyborg   |
| 71,70                  | 17.08.1930 | Tampere  |
| 71,88                  | 31.08.1930 | Vaasa    |
| 72,93                  | 14.09.1930 | Vyborg   |
| 74,02                  | 27.06.1932 | Turku    |
| 74,28                  | 25.05.1933 | Mikkeli  |
| 74,61                  | 07.06.1933 | Vaasa    |
| 76,10                  | 15.07.1933 | Helsinki |
| 76,66                  | 07.09.1933 | Turijn   |
| 77,23                  | 18.06.1934 | Helsinki |

## Palmares

### Speerwerpen
- 1932:  Olympische Spelen van Los Angeles - 72,71 m
- 1934:  EK - 76,66 m
- 1936: 5e Olympische Spelen van Berlijn - 69,18 m
- 1938:  EK - 76,87 m

## Wereldranglijst
- 1929: 2e 66,75 m
- 1930: 1e 72,93 m
- 1931: 3e 68,43 m
- 1932: 1e 74,02 m
- 1933: 1e 76,10 m
- 1934: 1e 76,66 m
- 1935: 1e 74,30 m
- 1936: 1e 77,23 m
- 1937: 1e 76,47 m
- 1938: 2e 76,87 m
- 1939: 1e 76,54 m
- 1940: 2e 75,09 m
- 1941: 5e 71,10 m
- 1942: 5e 69,81 m
- 1945: 3e 71,79 m

1908: Eric Lemming ·
1912: Eric Lemming ·
1920: Jonni Myyrä ·
1924: Jonni Myyrä ·
1928: Erik Lundqvist ·
1932: Matti Järvinen ·
1936: Gerhard Stöck ·
1948: Tapio Rautavaara ·
1952: Cyrus Young ·
1956: Egil Danielsen ·
1960: Viktor Tsyboelenko ·
1964: Pauli Nevala ·
1968: Jānis Lūsis ·
1972: Klaus Wolfermann ·
1976: Miklós Németh ·
1980: Dainis Kūla ·
1984: Arto Härkönen ·
1988: Tapio Korjus ·
1992: Jan Železný ·
1996: Jan Železný ·
2000: Jan Železný ·
2004: Andreas Thorkildsen ·
2008: Andreas Thorkildsen ·
2012: Keshorn Walcott ·
2016: Thomas Röhler ·
2020: Neeraj Chopra ·
2024: Arshad Nadeem
- Gemeinsame Normdatei: 1050573218
- World Athletics: 14558164
- International Standard Name Identifier: 0000 0004 3374 4743
- Virtual International Authority File: 308210157